# 경제적 자유
경제적 자유(經濟的自由)는 인권의 자유권 중 하나이다. 사람의 경제 활동을 인권으로 보장하는 것이 목적이다. 시장경제를 옹호하는 입장에서 기업이나 부유층에서 말하는 경제적 자유와 경제 생활에 있어 독립되어 의지에 반하는 행위를 하지 않을 경제적 자유로 나뉜다.
경제적 자유는 사회의 사람들이 경제적 행동을 취할 수 있는 능력이다. 이는 경제철학뿐만 아니라 경제 및 정책 토론에서도 사용되는 용어이다. 경제적 자유에 대한 한 가지 접근 방식은 자유 시장, 자유 무역, 자유 기업 하의 사유 재산을 강조하는 자유주의 전통에서 비롯된다. 경제적 자유에 대한 또 다른 접근 방식은 개인 선택에 대한 복지 경제학 연구를 확장하여 가능한 선택의 더 큰 집합에서 더 큰 경제적 자유가 나온다. 경제적 자유에 대한 
자유주의 자유 시장 관점에서는 경제적 자유를 무력, 사기, 절도 또는 정부 규제를 사용하지 않고 획득한 모든 상품과 서비스를 생산, 거래 및 소비할 수 있는 자유로 정의한다. 이는 법치, 재산권 및 계약의 자유로 구현되며, 시장의 대내외 개방, 재산권 보호 및 경제적 주도권의 자유를 특징으로 한다. 자유 시장의 경제적 자유를 측정하려는 여러 가지 경제적 자유 지수가 있다. 이러한 순위를 기반으로 한 상관 연구에서는 높은 경제 성장이 국가 순위의 높은 점수와 상관 관계가 있음을 발견했다. 평등, 부패, 정치적, 사회적 폭력과 이들의 경제적 자유와의 상관관계와 관련하여 경제적 자유 지수는 관련 없는 정책과 정책 결과를 합쳐서 일부 하위 구성 요소에서 경제성장과 경제적 자유 사이의 음의 상관관계를 은폐한다고 주장되어 왔다.

## 같이 보기
- 자본주의와 자유
- 경제적 자유주의
- 경제적, 사회적, 문화적 권리
- 자유연합론
- 선택할 자유
- 유럽 단일 시장
- 경제자유지수
- 자유지수
- 자유방임주의
- 보편적 기본소득